# Монолитный дольмен

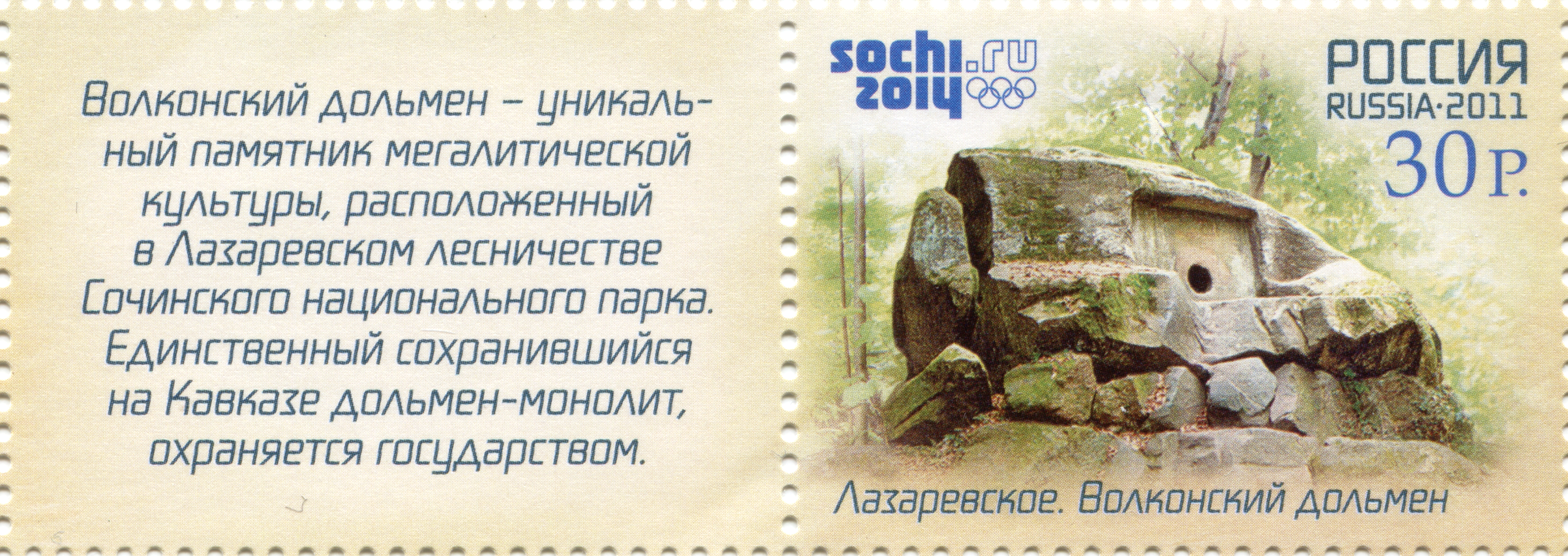
Волконский дольмен — уникальный памятник мегалитической культуры, расположенный в Лазаревском лесничестве Сочинского национального парка. Марка, 2011

Монолитный дольмен — дольмен, внутренняя камера которого полностью и целиком высечена через единственный узкий лаз в скале. Этот метод постройки был очень трудоёмким, до нас дошёл только один целый достроенный монолитный Волконский дольмен.
В 2007 году Ю. Н. Шариковым был обнаружен второй монолитный дольмен на отроге горы Шизе возле станицы Эриванской. Этот дольмен был обследован экспедицией Института археологии Российской академии наук в 2008 г. Этот монолитный дольмен — недостроенный, с незаконченной, очень маленького размера, 60 х 40 см, камерой. Он, как и Волконский дольмен, имеет имитацию портала плиточного дольмена, высеченную в скале. Полноценной имитации крыши (накрывающей дольмены верхней плиты) ни один монолит не имел. Лаз делался круглым.